# Oxbow (groupe)
Pour les articles homonymes, voir Oxbow.

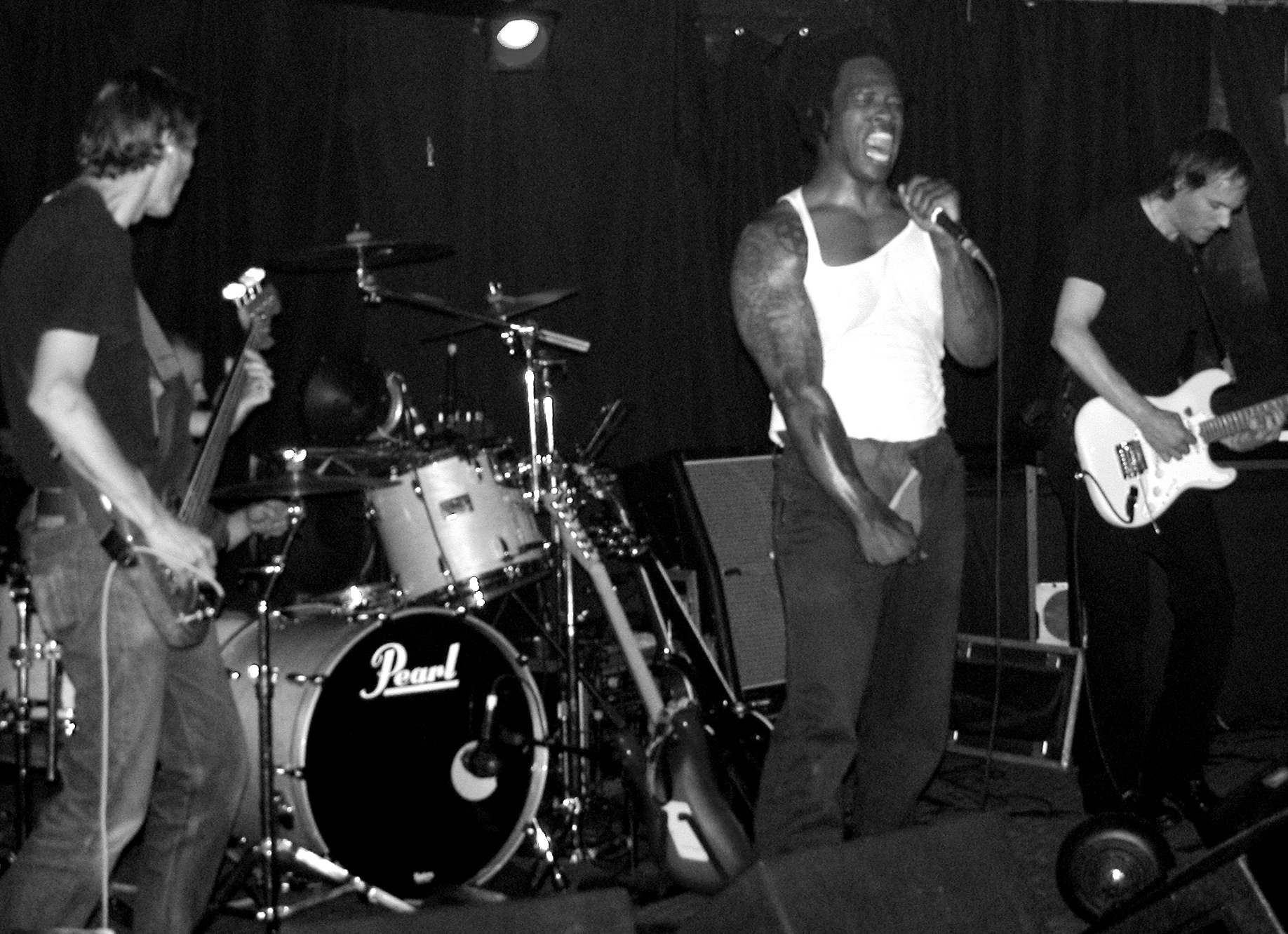
Oxbow en 2004

Oxbow (aussi connu sous le nom The Oxbow) est un groupe de musique avant-gardiste originaire de San Francisco en Californie. Leur musique est un mélange de noise rock, jazz expérimental et de musique concrète.

## Membres du groupe
- Dan Adams - basse, clavier
- Greg Davis - batterie, percussions
- Eugene Robinson - chant
- Niko Wenner - guitare, clavier

## Albums
| Date de sortie | Titre              | Label                                  |
| 1989           | Fuckfest           | CFY Records Pathological Records       |
| 1991           | King of the Jews   | CFY Records                            |
| 1995           | Let Me Be a Woman  | Brinkman/Crippled Dick Hot Wax Records |
| 1997           | Serenade in Red    | SST/ Crippled Dick Hot Wax Records     |
| 2002           | An Evil Heat       | Neurot Recordings                      |
| 2007           | The Narcotic Story | Hydra Head Records                     |
| 2017           | Thin Black Duke    | Hydra Head Records                     |
| 2023           | Love’s Holiday     | Ipecac                                 |